# Cyon
Cyon (싸이언?) è una compagnia sudcoreana specializzata nella produzione di telefoni cellulari.
Appartiene alla LG Electronics e fu fondata nel 1997.